# Остров сокровищ (мини-сериал)
«О́стров сокро́вищ» (англ. Treasure Island) — британский драматический двухсерийный мини-сериал режиссёра Стива Бэррона по сценарию Стюарта Харкорта, экранизация одноимённого романа Роберта Льюиса Стивенсона. Произведён компанией BSkyB и впервые был показан в Великобритании на телеканале Sky1 1 и 2 января 2012 года.

## Сюжет
Трёхчасовая драма рассказывает о Джиме Хокинсе, неожиданно попавшем в мир пиратства после того, как находит карту сокровищ пирата Флинта. Однако Долговязый Джон Сильвер не остановится ни перед чем, чтобы завладеть золотом. Джим отправляется в приключение, которое навсегда изменит его жизнь.
После подсчёта золота капитан Флинт выстрелом из пушки загоняет Джона Сильвера и его людей в шлюпку. При этом Сильвер лишается ноги, а Пью — зрения.
Три года спустя Джим и его мать, Мег Хокинс, после похорон Хокинса-старшего принимают в своём трактире моряка по имени Билли Бонс. Он просит называть его капитаном, обещает Джиму еженедельную плату, если тот будет давать знать о каждом моряке, и просит держать наготове грог. Позже сюда же наведывается ещё один моряк. Капитан узнаёт в нём Чёрного Пса. Едва разговор заходит о некоей карте, Билли Бонс наносит Псу ранение и прогоняет его из трактира.
Сильвер перевязывает Чёрному Псу рану и посылает в трактир Пью. Ослепший пират отчасти не без помощи Джима добирается до Билли Бонса и вручает ему чёрную метку. Капитан успевает сказать Джиму, что за ним идут, и умирает.
Джим с матерью отправляются за помощью. Доктор Дэвид Ливси даёт Джиму пистолет, а сам отправляется в Равенью за подмогой. Прихватив деньги и небольшой свёрток, Джим с матерью прячутся от шайки Пью. Получив сигнал об опасности, все, кроме ослепшего пирата, обращаются в бегство. Пью погибает под лошадиными копытами и колёсами телеги.
Джим с матерью ночуют у доктора Ливси. Свёрток оказывается небольшой записной книжкой, между страницами которой обнаруживается карта — та самая, о которой говорили Билли Бонс и Чёрный Пёс. Судя по записям из книжки, карта — это ключ к сокровищам капитана Флинта. Джим с доктором показывают карту и записную книжку сквайру Джону Трелони, и тот соглашается снарядить экспедицию. Джим прощается с матерью. Мег просит сына каждую ночь смотреть на луну.
Отстав от доктора Ливси, Джим встречается с Сильвером, который не только помогает ему добраться до причала, но и приглашает его, доктора и сквайра в "Спайгласс", где работает поваром. Там мальчик обнаруживает Чёрного Пса и поднимает крик.
На «Испаньолу» прибывает капитан Александр Смолетт. Его чуть было не прогоняют. Капитан спрашивает, где сквайр, и узнаёт, что он в церкви, а не на борту.
Сильвер, прощаясь со своей супругой Элиб, передаёт ей деньги и советует искать безопасное место, а лучше идти прямо в «Адмирал Бенбоу», если только начнут вынюхивать.
Дождавшись сквайра, капитан Смолетт предъявляет претензии к спешке и к тому, что экипажу известна цель экспедиции. Джим утверждает, что это из-за Чёрного Пса, обнаруженного ещё в "Спайглассе". Со слов сквайра капитан узнаёт, что, помимо мальчика, на борту находятся Ричард Джойс, Джон Хантер и доктор Ливси.  После погрузки пороха и оружия на корму «Испаньола» выходит в открытое море.
Джим обыгрывает Израэля Хэндса в карты и чуть не погибает от его ножа. Дюжон предлагает Сильверу проследить за Джорджем Мэрри и Израэлем Хэндсом, аргументируя желанием Эрроу проследить за экипажем.
Джордж Мэрри готов расправиться с Эрроу, но кок призывает не торопиться и планирует переманить экипаж на свою сторону, а верных сквайру Трелони и капитану Смолетту – убить. Также он узнаёт, что Трелони отстранил Джима и доктора от прибыли с экспедиции, и просит мальчика показать ему карту острова.
Элиб добирается до трактира "Адмирал Бенбоу". Мег даёт ей приют.
Сильвер начинает переманивать экипаж на свою сторону. После смерти Дюжона в результате падения с топселя становится известно, что «Испаньола» покинула Бристоль в плохом состоянии.
В тумане мерещатся силуэты судна и человека. Рыжий матрос уверен, что это восстал из мёртвых Флинт. Трелони предлагает срезать путь через Бермуды, но капитан Смолетт возражает, аргументируя опасностью маршрута. Доктор Ливси высказывается об американских частниках. Сильвер предлагает вооружить экипаж, что впоследствии и случается. Заметив отсутствие Эрроу, капитан назначает своим помощником Джорджа Мэрри.
Эрроу после смерти Дюжона не в себе и напивается допьяна. Доктор Ливси утверждает, что это — близкая к слабости утеха. Джим показывает Сильверу карту, но она оказывается нарисованной сквайром копией. Кок просит в следующий раз показать подлинник.
Хэндс торопит Сильвера с мятежом. Пьяный Эрроу набрасывается на Трелони. Наказание – протягивание под килем. Эрроу его не выдерживает. Расстроенный Джим спускается на камбуз, залезает в бочку с яблоками и там засыпает.
Переманивая Абрахама Грея на свою сторону, Сильвер признаётся, что он и его товарищи — старая команда Флинта. Это слышит Джим, сидя в бочке с яблоками. Грей делает вид, что согласен. В это время "Испаньола" подплывает к острову. Джим забирает подлинную карту из кабины сквайра, садится в шлюпку вместе с Сильвером и несколькими матросами и отплывает на остров.
В "Адмирал Бенбоу" приходит человек сквайра Трелони Том Редрут и рассказывает о распоряжении забрать постоялый двор, что случится на следующий день.
На острове Джим становится свидетелем убийства Джо Торби, с которым подружился на "Испаньоле", и видит, как разбойники хоронят убитого ими же Алана. Воспользовавшись переполохом из-за мятежа на «Испаньоле», мальчик сбегает от Сильвера. Грей защищает доктора Ливси и тем самым принимает сторону капитана Смолетта. Доктор предлагает перебраться в форт. Сквайр, Джойс, Хантер, Грей и капитан одобряют предложение. Разбойники сначала пытаются попасть в их ялик из пушки, а затем стреляют по форту, пока Сильвер их не останавливает.
Спасаясь от разбойников, Джим попадает в ловушку островитянина. Островитянин называет себя Беном Ганном. Сперва он показывает мальчику свою шлюпку, а затем провожает до форта. Все, кроме доктора, клеймят Джима предателем. Мальчика привязывают к шесту с флагом. 
Мег решает уговорить Редрута не выселять её, а Элиб заявляет о необходимости возвращения в Бристоль.
Сильвер приходит к форту с белым флагом и, застав Джима привязанным к шесту, обещает оставить капитана Смолетта и его людей в живых, если получит карту. Капитан и сквайр поднимают его на смех. Тогда Сильвер требует отдать ему Джима. Несмотря на протесты доктора Ливси, Грей отвязывает мальчика от шеста. Сильвер обещает присматривать за ним как за сыном. Джим признаётся, что карта у него. Сильвер снова зовёт мальчика, но капитан Смолетт прогоняет его, советуя вернуться вооружённым. Кок обещает. Бен просит Джима, чтобы капитан пришёл к нему.
Отряд капитана Смолетта отбивает атаку на форт недешёвой ценой: Хантер и Джойс погибают, а капитан получает ранение. Хэндс и Андерсон получают приказ доставить пушку с "Испаньолы", чтобы с её помощью добить всех, кто остался в живых после атаки.
После выселения из "Адмирала Бенбоу" Мег и Элиб решают держаться вместе, не подозревая о слежке за последней. 
Пока Хэндс и Андерсон возятся с пушкой, Грей хоронит убитых разбойников и Джойса с Хантером. Трелони рвётся на поиски сокровищ. Джим рассказывает про Бена Ганна. Мальчик уверен, что островитянин сможет им помочь. Доктор решает отправиться один. Грей передаёт ему пистолет и сыр для Бена. Узнав от него же о замысле Сильвера насчёт пушки, Джим отправляется искать шлюпку островитянина.
Вместе с Мег и Элиб до дома доктора Ливси добирается Чёрный Пёс, который после разоблачения в "Спайглассе" скрылся и поэтому не попал на "Испаньолу". Разбойник уходит, прихватив деньги Сильвера.
Островитянин пытается напугать Сильвера и его оставшихся в живых людей призраком Флинта. К доктору приходит дух его покойной жены. Позднее появляется и Бен.
Джим на шлюпке подплывает к "Испаньоле", перерезает якорный канат и чуть не тонет.
Мег и Элиб добираются до "Спайгласса" ради денег и крыши над головой.
Том Морган обнаруживает пропажу корабля, а рыжий матрос указывает Сильверу на труп товарища. Позднее приходит доктор Ливси.
Вновь оказавшись на "Испаньоле", Джим обнаруживает мёртвого Андерсона и пьяного Хэндса. Мальчик намерен вести корабль на другую стоянку. Хэндс соглашается ему помочь, но ближе к берегу чуть не затягивает на шее Джима сгнивший трос. Мальчика спасает толчок. Хэндс гонится за Джимом до самого крюйс-марса и погибает от выстрела в голову. По возвращении в форт мальчик обнаруживает пиратов и становится заложником. Сильвер не хочет его смерти. Джордж созывает матросскую сходку. Джим признаётся, что завладел "Испаньолой", но не говорит, где она конкретно. После сходки Сильверу вручают чёрную метку. Кок сообщает о корабле и показывает карту Флинта.
Все отправляются за сокровищами. На полпути умирает Том Морган. В сотне ярдов и двенадцати шагах Джим и разбойники слышат голос. Сильвер распознаёт в нём голос Бена Ганна. Все добираются до пустой ямы. Джордж готов расправиться с Сильвером и Джимом, но рыжего матроса, Дика и его самого убивают доктор Ливси и Грей. Бен готов расправиться с Сильвером, но его останавливает Джим. Как выяснилось, это островитянин нашёл сокровища Флинта и перенёс их в свою пещеру. Ни капитан, ни сквайр не рады Сильверу. Джим вступается за него, аргументируя тем, что обязан своим спасением именно ему. Трелони считает сокровища своими, но капитан Смолетт отвечает, что они запачканы кровью. Джим снова говорит об "Испаньоле", но уже с указанием места, а именно – на северном берегу. Сильвер предлагает разделить сокровища между всеми. Капитан Смолетт приказывает заковать кока в кандалы.
Ночью все спят и только Трелони в глазах Сильвера перевоплощается в капитана Флинта и обратно.
Утром Бен признаётся Джиму, что его дом на острове, и оставляет ему несколько вырванных страниц из библии сквайра.
Все, кроме островитянина, возвращаются на "Испаньолу" с сокровищами. Джим вспоминает погибших членов команды Флинта, Дюжона с Эрроу, Джо с Аланом, Джойса с Хантером и выбрасывает первую сеть с сокровищами за борт. Трелони набрасывается на него со шпагой, но на самого сквайра набрасывается Сильвер с костылём. Со второй сетью мальчику помогает Грей. Трелони бросается за борт, намереваясь достать хоть какую-то часть сокровищ. Джим выбрасывает ещё две сети. Сквайр пытается всплыть, но запутывается в сети и захлёбывается. Капитан Смолетт приказывает запереть Сильвера и держать курс на Ямайку, чтобы там собрать команду, а уж потом вернуться в Англию.
Мег узнаёт об обратном пути "Испаньолы" и на радостях от того, что Джим возвращается домой, сообщает об этом Элиб.
Капитан Смолетт узнаёт, что Джим и доктор Ливси намерены заступиться за Сильвера, и утверждает, что это его не спасёт. Сильвер просит Джима не заступаться за него в суде, сказать Элиб, чтобы не становилась свидетельницей его конца, и передать часть денег, прихваченных ещё на острове. После ухода мальчика кок находит в тарелке картофельного пюре ключик. Так Джим освободил своего одноногого защитника. Сильвер садится с шлюпку с провизией на пару дней, пистолетом, порохом, деньгами — при этом мальчик взял по его указанию свою долю — и уплывает.
На рассвете Джим выходит на палубу и обращает в свой взор к приближающимся берегам Англии.

## В ролях
| Актёр              | Роль                       |
| ------------------ | -------------------------- |
| Эдди Иззард        | Джон Сильвер               |
| Тоби Регбо         | Джим Хокинс                |
| Руперт Пенри-Джонс | Сквайр Джон Трелони        |
| Дэниэл Мейс        | Доктор Дэвид Ливси         |
| Филип Гленистер    | Капитан Александр Смоллетт |
| Элайджа Вуд        | Бен Ганн                   |
| Ширли Хендерсон    | Мег Хокинс                 |
| Нина Сосанья       | Элиб Сильвер               |
| Джефф Белл         | Израэль Хэндс              |
| Шон Паркес         | Джордж Мэрри               |
| Дэвид Хэрвуд       | Билли Бонс                 |
| Дональд Сазерленд  | Капитан Флинт              |
| Кит Аллен          | Слепой Пью                 |
| Шон Джилдер        | Чёрный Пёс                 |
| Клинтон Блейк      | Фредди Эрроу               |
| Барнеби Кэй        | Том Морган                 |
| Мадхур Миттал      | Дик Джонсон                |
| Дэвид Уилмот       | Уильям О’Брайен            |
| Чу Омамбала        | Андерсон                   |
| Дэмиен Хэнэуэй     | Алан Таб                   |
| Том Фишер          | Абрахам Грей               |
| Руайдри Конрой     | Джон Хантер                |
| Мэл Уайт           | Ричард Джойс               |
| Джулиан Бэррэтт    | Том Редрут                 |
| Лоренцо Ороско     | Аллардайс                  |
| Альфредо Сальгадо  | Джеримайя Дарби            |
| Том Ву             | Джо Тоби                   |
| Томми О’Нилл       | Солт                       |
| Шивон О’Келли      | Миссис Ливси               |